# Babina subaspera
Babina subaspera es una especie de anfibio anuro de la familia Ranidae.

## Distribución geográfica
Esta especie es endémica del archipiélago de Nansei en Japón. Se encuentra en las islas Amami-Ōshima y Kakeromajima.

## Descripción
Babina subaspera tiene un aspecto robusto. Mide de 93 a 126 mm para los machos y de 111 a 140 mm para las hembras.

## Publicación original
- Barbour, 1908 : Some new Amphibia Salientia. Proceedings of the Biological Society of Washington, vol. 21, p. 189-190[4]